# Tildag
Tildag es una localidad de la India, en el distrito de Garhwa, estado de Jharkhand.

## Geografía
Se encuentra a una altitud de 225 m s. n. m. a 197 km de la capital estatal, Ranchi, en la zona horaria UTC +5:30.

## Demografía
Según estimación 2010 contaba con una población de 3 654 habitantes.